# Georges Ladoux

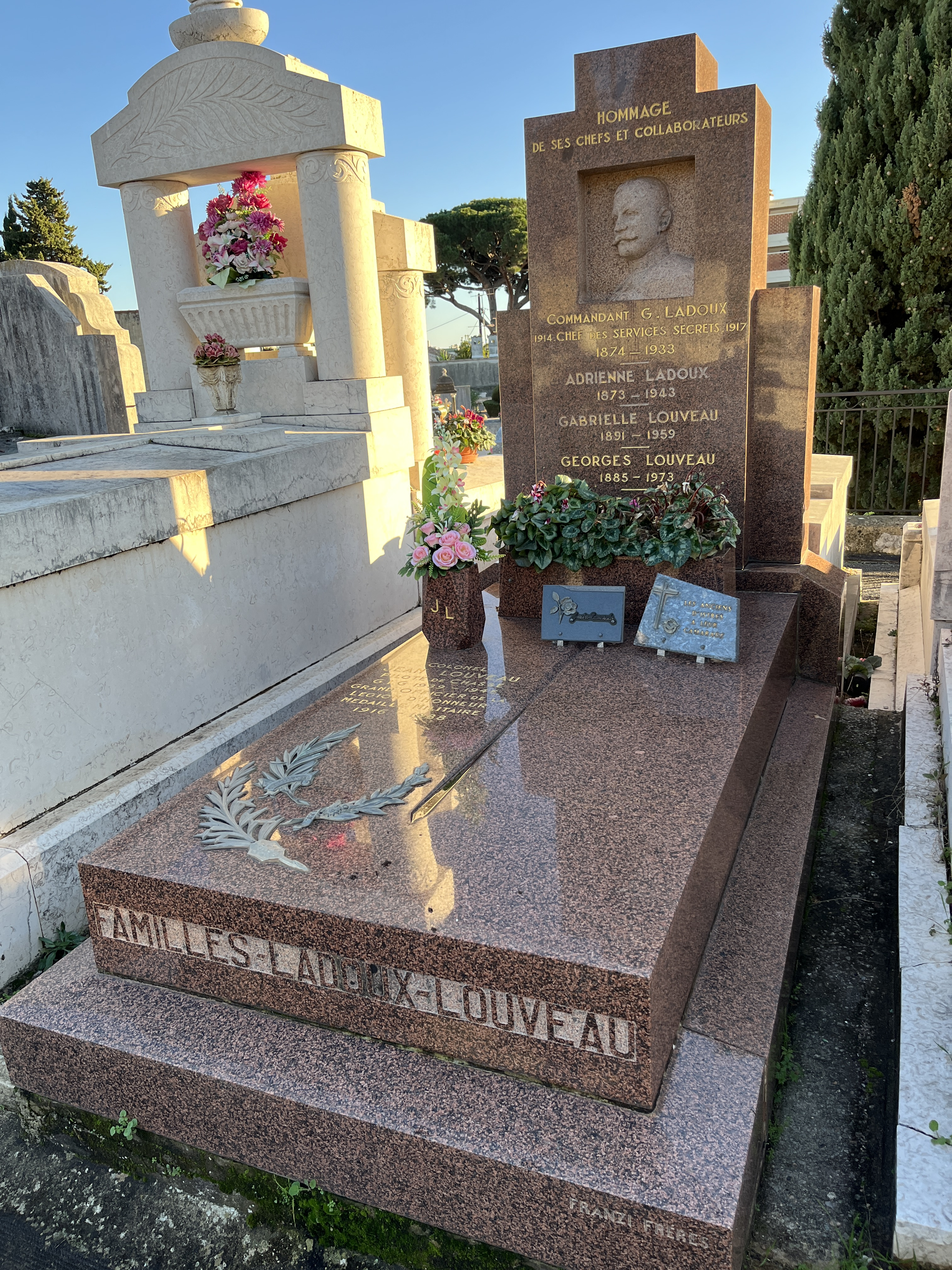
Tombe de Georges Ladoux au cimetière du Grand Jas à Cannes.

Georges Ladoux, né à Beauchastel le 21 mars 1875 et mort à Cannes le 20 avril 1933, est un officier français.

## Biographie
Fils d'officier, Georges Ladoux étudie à Saint-Cyr (1893-1895). Il est également breveté de l'École supérieure de guerre (1904-1906).
Comme capitaine, il commande le 5e bureau des services d'espionnage et de contre-espionnage d'août 1914 au 9 février 1917, puis le Deuxième Bureau du Grand Quartier Général du contre-espionnage du 9 février 1917 à octobre 1917.
Le 2 septembre 1916, à Vittel, il rencontre Mata Hari dans un hôpital de campagne où elle rendait visite à un dénommé Vadim Maslov, capitaine russe blessé au service de la France. Il lui propose de travailler pour les Forces armées françaises, et elle accepte d'aller espionner le Haut commandement allemand en Belgique contre une somme d'un million de francs (qui ne lui sera jamais versée) .
Il avait également envoyé Marthe Richard à Madrid pour contrer les services secrets allemands.
En 1917, il est accusé d'avoir collaboré dans l'affaire d'espionnage du député Louis Turmel ; il est plus tard lavé de tout soupçon.